# Sông Brantas

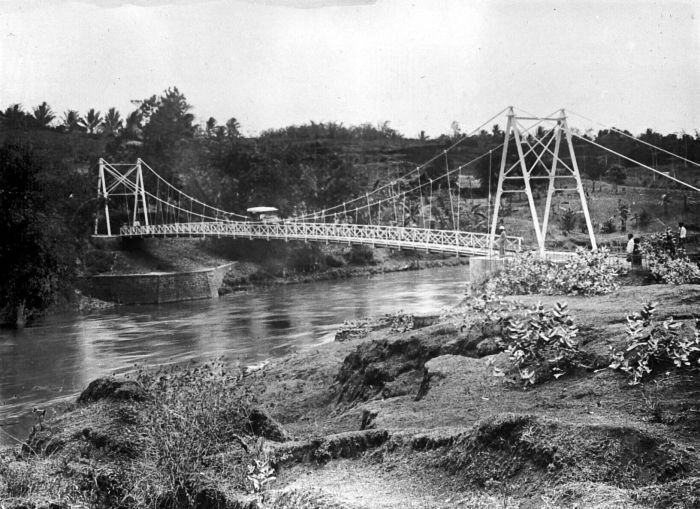
Cầu treo qua sông Brantas (ca.1922)

Sông Brantas là con sông dài nhất ở Đông Java, Indonesia. Nó cung cấp nước cho một lưu vực có diện tích hơn 11.000 km² từ sườn phía nam của núi Kawi-Kelud-Butak, núi Wilis, và sườn phía bắc của núi Liman-Limas, núi Welirang, và Núi Anjasmoro. Dòng chảy của nó là nửa vòng tròn hoặc xoắn ốc trong hình dạng: tại đầu nguồn sông chảy theo hướng đông nam, nhưng dần dần đường cong về phía nam, sau đó về phía tây nam, sau đó phía tây, sau đó phía bắc, và cuối cùng nó chảy thường về phía đông ở điểm mà nó chia nhánh ra để trở thành những con sông Mas và Porong.